# Pennaria adamsia
Pennaria adamsia är en nässeldjursart som först beskrevs av von Lendenfeld 1884.  Pennaria adamsia ingår i släktet Pennaria och familjen Pennariidae. Inga underarter finns listade i Catalogue of Life.